# Pseudbarydia pulverosa
Pseudbarydia pulverosa är en fjärilsart som beskrevs av William Schaus 1911. Pseudbarydia pulverosa ingår i släktet Pseudbarydia och familjen nattflyn. Inga underarter finns listade i Catalogue of Life.